# یونیورسیتی (محله)، مینیاپولیس
یونیورسیتی (به انگلیسی: University) یک منطقهٔ مسکونی در ایالات متحده آمریکا است که در مینیاپولیس واقع شده‌است. یونیورسیتی ۵٬۴۲۱ نفر جمعیت دارد.